# STS-94
STS-94は、1997年7月1日に打ち上げられたスペースシャトルコロンビアのミッションである。

## 乗組員
- 船長 - ジェームズ・ハルセル　(4)
- 操縦士 - スーザン・スティル（英語版） (2)
- ミッションスペシャリスト1 - ジャニス・E・ヴォス (4)
- ミッションスペシャリスト2 - マイケル・ガーンハート（英語版） (3)
- ミッションスペシャリスト3 - ドナルド・トーマス（英語版） (4)
- ペイロードスペシャリスト1 - ロジャー・K・クラウチ（英語版） (2)
- ペイロードスペシャリスト2 - グレゴリー・リンテリス（英語版） (2)

STS-94は、STS-83と全く同じ乗組員で行われた。有人宇宙飛行の歴史上、2人以上の全く同じ乗組員で宇宙飛行が行われたのは、唯一のことである。

## ミッションハイライト
このミッションは、1997年4月4日に打ち上げられ、元々15日16時間行われる予定だったが、燃料電池の問題により短縮され、打上げから3日23時間後の4月8日に着陸した。NASAは、1997年7月1日に打上げ予定のSTS-94で再度このミッションを行うことを決定した。
STS-83の主要なペイロードは、Microgravity Science Laboratory (MSL)であった。MSLは、国際Microgravity Laboratoryミッション（STS-42のIML-1、STS-65のIML-2）、米国のMicrogravity Laboratoryミッション（STS-50のUSML-1、STS-73のUSML-2）、日本のSpacelabミッション（STS-47のSpacelab-J）とSpacelab Life and Microgravity Scienceミッション（STS-78のLMS）、ドイツのSpacelabミッション（STS-61-AのD-1、STS-55のD-2）からなる国際共同プロジェクトで作られた。
MSLは、4つの主要な施設で19の材料実験が行われている。施設には、Large Isothermal Furnace、EXpedite the Processing of Experiments to the Space Station (EXPRESS) Rack、Electromagnetic Containerless Processing Facility (TEMPUS)、 Coarsening in Solid-Liquid Mixtures (CSLM)、Droplet Combustion Experiment (DCE)、Combustion Module-1 Facility等がある。さらに、マーシャル宇宙飛行センターで開発されたMiddeck Glovebox (MGBX)では技術実験が行われ、High-Packed Digital Television (HI-PAC DTV)システムで丸いチャンネルのリアルタイムアナログビデオが撮影された。
Large Isothermal Furnaceは、宇宙開発事業団がSTS-47のSpacelab-Jミッションのために開発したもので、STS-65のIML-2ミッションでも運ばれた。シアセル法の拡散係数測定実験、液体金属及び合金の拡散実験、液体鉛-スズ-テルル中の拡散実験、イオン化金属中の不純物拡散実験、液相焼結II実験(LIF)、融解半導体中の拡散過程実験(DPIMS)等が行われた。
NASAのグレン研究センター（当時はルイス研究センター）が開発したCombustion Module-1 (CM-1)では、Laminar Soot Processes ExperimentとStructure of Flame Balls at Low Lewis-number Experiment (SOFBALL)が行われた。
Droplet Combustion Experiment (DCE)は、液滴の大きさが2mmから5mmの範囲で、異なる圧力、周辺酸素濃度の下で、1つの液滴の基礎的な燃焼の様子を研究するために設計された。DOEの装置は、カーゴベイ内の1つ分の幅のMSLラックに組み込まれた。
EXPRESSラックは、スペースハブのダブルラックを置き換えるもので、このラックが宇宙ステーションに提供していたのと同じ構造と資源への接続性を提供する。Physics of Hard Spheres (PHaSE)実験とAstro/PGBA実験が行われる。
Electromagnetic Containerless Processing Facility (TEMPUS)は、異なる流動様式での核生成実験、過冷却液体中での先端材料の熱物理的性質の実験、振動液滴技術を用いた液体と過冷却合金の表面張力の測定実験、合金過冷却実験、地球及び宇宙実験室内における純ニッケルと希薄ニッケル-炭素合金上のデンドライト成長速度による形態安定性研究の実験、過冷却合金の短範囲規則性実験、過冷却状態でのガラス形成合金の熱膨張実験、ガラス形成金属液体のAC熱量測定と熱物理的性質実験、過冷却液体金属の表面張力及び粘度測定実験等に用いられる。
また他に微小重力を測定する実験もある。これには、space acceleration measurement system (SAMS)、microgravity measurement assembly (MMA)、quasi-steady acceleration measurement system、orbital acceleration research experiment (OARE)等がある。
MGBX施設では、bubble and drop nonlinear dynamics (BDND)実験、capillary-driven heat transfer (CHT)装置の微小重力環境での基本的操作の研究、internal flows in a free drop (IFFD)実験、fiber-supported droplet combustion (FSDC-2)実験等が行われた。
MGBX施設では、bubble and drop nonlinear dynamics (BDND)実験、capillary-driven heat transfer (CHT)装置の微小重力環境での基本的操作の研究、internal flows in a free drop (IFFD)実験、fiber-supported droplet combustion (FSDC-2)実験等が行われた。